# Anoplophilus
Anoplophilus is een geslacht van rechtvleugeligen uit de familie grottensprinkhanen (Rhaphidophoridae). De wetenschappelijke naam van dit geslacht is voor het eerst geldig gepubliceerd in 1931 door Karny.

## Soorten
Het geslacht Anoplophilus omvat de volgende soorten:
- Anoplophilus acuticercus Karny, 1931
- Anoplophilus amagisanus Ishikawa, 2002
- Anoplophilus befui Ishikawa, 2002
- Anoplophilus esakii Furukawa, 1938
- Anoplophilus hakusanus Ishikawa, 2002
- Anoplophilus hasegawai Ishikawa, 2002
- Anoplophilus hyonosenensis Ishikawa, 2002
- Anoplophilus koreanus Storozhenko & Paik, 2010
- Anoplophilus major Ishikawa, 2002
- Anoplophilus minor Ishikawa, 2002
- Anoplophilus ohbayashii Ishikawa, 2002
- Anoplophilus okadai Ishikawa, 2002
- Anoplophilus otariensis Ishikawa, 2002
- Anoplophilus shikokuensis Ishikawa, 2002
- Anoplophilus tominagai Ishikawa, 2002
- Anoplophilus tosaensis Ishikawa, 2002
- Anoplophilus tsurugisanus Ishikawa, 2002
- Anoplophilus utsugidakensis Ishikawa, 2002
- Anoplophilus wakuiae Ishikawa, 2002